# Хелен Обири
Хелен Онсандо Обири (рођена 13. децембра 1989.) је кенијска атлетичарка, тркачица на средње и дуге стазе. Она је једина жена која је освојила светске титуле у тркама у дворани, на отвореном и у кросу. Обири је двострука вицешампионка Олимпијских игара на 5.000 метара (Рио 2016 и Токио 2020) и освајачица бронзане медаље у маратону (Париз 2024). Она је двострука светска шампионка на 5.000 м (2017 и 2019). Обири је такође освојила светску бронзу на 1.500 метара 2013. и сребро на 10.000 м у 2022. Победила је у трци на 3.000 метара на Светском првенству у дворани 2012., освојила сребро 2014., а четврта била 2018. Она је светска шампионка у кросу 2019. Обири је тријумфовала на Бостонском маратону 2023., и то у својој тек другој маратонској трци у животу. Обири заузима пето место на светској рант листи најбржих полумаратонки свих времена.
Обири је кенијска национална рекордерка у тррци на једну миљу, 3.000 метара у дворани и на отвореном, као и у трци на 5.000 метара.
2017. године Обири је наведена као једна од 100 најутицајнијих Африканаца од стране часописа Њу Африкан.

## Одрастање и почетак бављења атлетиком
Хелен Обири, пореклом из Кисија у југозападној Кенији, била је четврто дете у породици од шесторо деце. Са 14 година почела је у Најробију да тренира атлетику, и то као спринтерка на 200 и 400 метара. Међутим, изгубила је интересовање за спорт и потпуно је престала да трчи 2006. и 2007. да би се фокусирала на своје студије. Године 2009., Обири је дипломирала на Школи за војну обуку у Елдорету. Њена прва велика трка била је на првенству Оружаних снага Кеније у кросу 2010., где је завршила на 32. месту. Заузела је пето место после извесног тренинга следеће године. Припадница је Одбрамбених снага Кеније (енгл. Kenya Defence Forces, свах. Majeshi ya Ulinzi ya Kenya).
Удата је за Тома Ниаундија, бившег тркача, и имају ћерку Тању 'Блесинг' Мачече, рођену у мају 2015. Обири је седам месеци након порођаја наставила да се такмичи.

## Каријера
Хелен Обири је своје прво међународно искуство стекла на Светским војним играма 2011. у Рио де Жанеиру, где је освојила бронзану медаљу на 800 метара и заузела четврто место на 1.500 метара. Дебитовала је на Светском првенству у атлетици одржаном 2011. у Даегуу у Јужној Кореји где је истрчала лични рекорд од 4:07,59 у квалификационој трци на 1.500 метара. У финалу је пала и завршила на 10. месту. Касније је изјавила: "После Даегуа вратила сам се у Кенију и почела озбиљно да тренирам."
2012. године освојила је своју прву глобалну титулу и то на Светском првенству у дворани у Истанбулу. У трци на 3.000 метара победила је у времену 8:37,16. Исте године је дебитовала на Олимпијским играма у Лондону, завршивши као последња на 12. месту у финалу на 1.500 м, да би скочила на осмо место, након накнадних дисквалификација због позитивних допинг тестова четири атлетичарке које су биле пласиране испред ње.
1. јуна 2013., Обири је победила у својој првој трци Дијамантске лиге. Тада је у трци на 1.500 м у Јуџину први пут истрчала ову деоницу испод 4 минута, поставивши и рекорд митинга са 3:58,58. У августу 2013. је освојила бронзу у истој дисциплини на Светском првенству у Москви.
Обири је 2014. освојила сребрну медаљу на 3.000 м на Светском првенству у дворани 2014. у Сопоту, Пољска, иза вишеструке светске рекордерке Гензебе Дибабе. 9. маја исте године, на митингу Дијамантске лиге у Дохи, истрчала је афрички рекорд на отвореном на 3.000 метара у времену 8:20,68, поправивши свој лични рекорд за више од 13 секунди.
На Олимпијским играма у Рију 2016. Обири је освојила сребрну медаљу на 5.000 метара у времену 14:29,77, иза сународнице Вивијан Черијот која је истрчала нови олимпијски рекорд од 14:26,17. Трећепласирана у овој трци била је Етиопљанка Алмаз Ајана.
Обири је освојила златну медаљу са временом 14:34.86 у трци на 5.000 м на Светском првенству 2017. у Лондону. Одмах иза ње су се пласирале Алмаз Ајана и Сифан Хасан.
У марту 2019., Обири је победила у трци сениорки на Светском првенству у кросу одржаном у Орхусу у Данској. Обири је успешно одбранила титулу на Светском првенству у Дохи у октобру 2019., постављајући нови рекорд светских првенстава у времену 14:26,72. Њена земљакиња Маргарет Кипкембои (14:27,49) и Немица Констанце Клостерхалфен (14:28,43) завршиле су на другом, односно трећем месту.
Обири је представљала Кенију на Олимпијским играма у Токију 2020. На 5.000 метара је освојила сребрну медаљу у времену 14:38,36. Била  је четврта на 10.000 м.
На Светском првенству 2022. у Јуџину, Обири је била друга на 10.000 м. Летесенбет Гидеј ју је победила у драматичној завршници, где је прве 3 тркачице делило само 13 стотинки секунде.
Обири је добро почела сезону 2023. 17. априла победила је на Бостонском маратону у времену свог новог личног рекорда 2:21:38. Победила је са 12 секунди предности у односу на другопласирану Амане Берисо, која је имала далеко најбољи лични рекорд међу пријављеним такмичаркама (2:14:58). Обири је такође освојила и Њујоршки маратон 2023. у времену од 2:25:49.

## Достигнућа

### Међународна такмичења
| Година                | Такмичење                     | Место                           | Позиција              | Дисциплина            | Резултат              | Белешка               |
| Представљајући Кенију | Представљајући Кенију         | Представљајући Кенију           | Представљајући Кенију | Представљајући Кенију | Представљајући Кенију | Представљајући Кенију |
| --------------------- | ----------------------------- | ------------------------------- | --------------------- | --------------------- | --------------------- | --------------------- |
| 2011.                 | Светско првенство             | Даегу, Јужна Кореја             | 10.                   | 1.500 м               | 4:20,23               |                       |
| 2012.                 | Светско првенство у дворани   | Истанбул, Турска                | 1.                    | 3.000 м               | 8:37,16               |                       |
| 2012.                 | Олимпијске игре               | Лондон, Уједињено Краљевство    | 8.                    | 1.500 м               | 4:16,57               |                       |
| 2013.                 | Светско првенство             | Москва, Русија                  | 3.                    | 1.500 м               | 4:03,86               |                       |
| 2014.                 | Светско првенство у дворани   | Сопот, Пољска                   | 2.                    | 3.000 м               | 8:57,72               |                       |
| 2014.                 | Светско првенство у штафетама | Насау, Бахами                   | 1.                    | 4 × 1.500 м штафета   | 16:33,58              |                       |
| 2014.                 | Игре Комонвелта               | Глазгов, Уједињено Краљевство   | 6.                    | 1.500 м               | 4:10,84               |                       |
| 2014.                 | Афричко првенство             | Маракеш, Мароко                 | 1.                    | 1.500 м               | 4:09,53               |                       |
| 2016.                 | Олимпијске игре               | Рио де Жанеиро, Бразил          | 2.                    | 5.000 м               | 14:29,77              |                       |
| 2017.                 | Светско првенство             | Лондон, Уједињено Краљевство    | 1.                    | 5.000 м               | 14:34,86              |                       |
| 2018.                 | Светско првенство у дворани   | Бирмингем, Уједињено Краљевство | 4.                    | 3.000 м               | 8:49,66               |                       |
| 2018.                 | Игре Комонвелта               | Голд Коуст, Аустралија          | 1.                    | 5.000 м               | 15:13,11              |                       |
| 2018.                 | Афричко првенство             | Асаба, Нигерија                 | 1.                    | 5.000 м               | 15:47,18              |                       |
| 2019.                 | Светско првенство у кросу     | Орхус, Данска                   | 1.                    | Трка сениорки         | 36:14                 |                       |
| 2019.                 | Светско првенство у кросу     | Орхус, Данска                   | 2.                    | Сениорке екипно       | 25 поена              |                       |
| 2019.                 | Светско првенство             | Доха, Катар                     | 1.                    | 5.000 м               | 14:26,72              | РСП                   |
| 2019.                 | Светско првенство             | Доха, Катар                     | 5.                    | 10.000 м              | 30:35,82              |                       |
| 2021.                 | Олимпијске игре               | Токио, Јапан                    | 2.                    | 5.000 м               | 14:38,36              |                       |
| 2021.                 | Олимпијске игре               | Токио, Јапан                    | 4.                    | 10.000 м              | 30:24,27              |                       |
| 2022.                 | Светско првенство             | Јуџин, САД                      | 2.                    | 10.000 м              | 30:10,02              |                       |
| 2024.                 | Олимпијске игре               | Париз, Француска                | 3.                    | Маратон               | 2:23:10               |                       |

### Лични рекорди
| Стаза                               | Дисциплина             | Време    | Место                       | Датум              |
| ----------------------------------- | ---------------------- | -------- | --------------------------- | ------------------ |
| Атлетска (тартан) стаза на стадиону | 800 метара             | 2:00,54  | Лондон, Велика Британија    | 5. август 2011.    |
| Атлетска (тартан) стаза на стадиону | 1.500 метара           | 3:57,05  | Јуџин, САД                  | 31. мај 2014.      |
| Атлетска (тартан) стаза на стадиону | Једна миља             | 4:16,15  | Лондон, Велика Британија    | 22. јул 2018.      |
| Атлетска (тартан) стаза на стадиону | 3.000 метара           | 8:20,68  | Доха, Катар                 | 9. мај 2014.       |
| Атлетска (тартан) стаза на стадиону | 3.000 метара у дворани | 8:29,41  | Бирмингем, Велика Британија | 18. фебруар 2017.  |
| Атлетска (тартан) стаза на стадиону | Две миље               | 9:14,55  | Јуџин, САД                  | 20. август 2021.   |
| Атлетска (тартан) стаза на стадиону | 5.000 метара           | 14:18,37 | Рим, Италија                | 8. јун 2017.       |
| Атлетска (тартан) стаза на стадиону | 10.000 метара          | 30:10,02 | Јуџин, САД                  | 16. јул 2022.      |
| Атлетска (тартан) стаза на стадиону | 4 × 1.500 штафета      | 16:33,58 | Насау, Бахами               | 24. мај 2014.      |
| Друм                                | 5 км                   | 14:30    | Цирих, Швајцарска           | 8. септембар 2021. |
| Друм                                | 10 км                  | 30:15    | Манчестер, Велика Британија | 22. мај 2022.      |
| Друм                                | Полумаратон            | 1:04:22  | Рас ал Хајма, Дубаи         | 19. фебруар 2022.  |
| Друм                                | Маратон                | 2:21:38  | Бостон, САД                 | 17. април 2023.    |